# Goleniowy (gromada)
Goleniowy (od 31 XII 1961 Szczekociny) – dawna gromada, czyli najmniejsza jednostka podziału terytorialnego Polskiej Rzeczypospolitej Ludowej w latach 1954–1972.
Gromady, z gromadzkimi radami narodowymi (GRN) jako organami władzy najniższego stopnia na wsi, funkcjonowały od reformy reorganizującej administrację wiejską przeprowadzonej jesienią 1954 do momentu ich zniesienia z dniem 1 stycznia 1973, tym samym wypierając organizację gminną w latach 1954–1972.
Gromadę Goleniowy z siedzibą GRN w Goleniowach utworzono – jako jedną z 8759 gromad na obszarze Polski – w powiecie włoszczowskim w woj. kieleckim, na mocy uchwały nr 13l/54 WRN w Kielcach z dnia 29 września 1954. W skład jednostki weszły obszary dotychczasowych gromad Goleniowy, Przybyszów i Tarnawa Górna ze zniesionej gminy Moskorzew w powiecie włoszczowskim oraz gromada Chałupki ze zniesionej gminy Słupia w powiecie jędrzejowskim. Dla gromady ustalono 19 członków gromadzkiej rady narodowej.
31 grudnia 1959 siedzibę GRN gromady Goleniowy przeniesiono do miasta Szczekociny; równocześnie do gromady Goleniowy przyłączono obszar zniesionej gromady Bonowice oraz wsie Bugdał i Drużykowa, kolonię Rędziny i przysiółek Dębowiec ze zniesionej gromady Drużykowa; z gromady Goleniowy wyłączono natomiast wsie Przybyszów i Tarnawa Górna wraz z przysiółkiem Józefów, włączając je do gromady Moskorzew.
Gromadę zniesiono 31 grudnia 1961 w związku ze zmianą nazwy jednostki na gromada Szczekociny.